# Tiết Cử
Tiết Cử (giản thể: 薛举; phồn thể: 薛舉; bính âm: Xuē Jǔ, ? - 618) là hoàng đế của nước Tần thời Tùy mạt Đường sơ. Ông nổi dậy chống lại sự cai trị của triều Tùy vào năm 617 và nhanh chóng giành quyền kiểm soát khu vực đông bộ Cam Túc ngày nay. Tuy nhiên, ông đã không thể tiến quân đến kinh thành Trường An của triều Đường, và lâm bệnh qua đời vào năm 618. Hoàng tử Tiết Nhân Cảo lên ngôi kế vị, song sau đó đã chiến bại dưới tay tướng Đường Lý Thế Dân, nước Tần cũng diệt vong.

## Cuộc sống ban đầu
Gia tộc của Tiết Cử có nguồn gốc ở quận Hà Đông (河東, nay gần tương ứng với Vận Thành, Sơn Tây), song đến đời cha ông là Tiết Uông (薛汪) thì gia đình di cư đến Kim Thành (金城, nay thuộc Lan Châu, Cam Túc). Tiết Cử được mô tả là người vũ dũng hào phóng, và do gia đình có nhiều của cải nên ông đã tập hợp được nhiều nhân sĩ hào kiệt tại địa phương, sau đảm nhiệm chức hiệu úy tại Kim Thành.
Năm 617, do triều đình suy lạc, nhiều cuộc nổi dậy đã nổ ra tại khu vực nay là đông bộ Cam Túc, dân đói và đạo tặc ở Kim Thành cũng khởi sự. Kim Thành (huyện) lệnh Hác Viện (郝瑗) thụ mệnh mộ binh trấn áp các cuộc nổi dậy, vì thế đã chiêu mộ vài nghìn lính và giao cho Tiết Cử chỉ huy.

## Xưng vương
Vào mùa hè năm 617, sau khi Hác Viện phát khôi giáp và vũ khí cho binh sĩ và thiết tiệc binh sĩ trước khi xuất quân, Tiết Cử cùng trưởng tử Tiết Nhân Cảo và 13 dũng sĩ khác đã bắt Hác Viện và tuyên bố nổi dậy chống lại triều đình.
Tiết Cử bắt giữ các quan lại địa phương và mở kho cứu tế cho những người dân gặp phải tai họa, vì thế được người dân ủng hộ. Tiết Cử tự xưng là "Tây Tần Bá Vương", đặt niên hiệu là "Tần Hưng". Tiết Cử phong Tiết Nhân Cảo làm Tề công và phong cho một nhi tử là Tiết Nhân Việt (薛仁越) tước hiệu Tấn công. Ông cũng đặt các đội quân nổi dậy khác dưới quyền chỉ huy của mình khi cướp phá các trại gia súc của triều đình. Một trong các thủ lĩnh nổi dậy là Tông La Hầu (宗羅睺) đã trở thành một trọng tướng của Tiết Cử, và được Tiết Cử phong tước Nghĩa Hưng công. Ngay sau đó, phần lớn các lãnh thổ nay thuộc đông bộ Cam Túc đã quy phục Tiết Cử. Tiết Cử thăng tước vương cho Tiết Nhân Cảo, Tiết Nhân Việt và Tôn La Hầu.

## Làm hoàng đế
Vào mùa thu năm 617, Tiết Cử xưng là Tần Đế. Ông phong chính thất Cúc thị làm hoàng hậu, và phong Tiết Nhân Cảo làm hoàng thái tử. Sau đó, Tiết Nhân Cảo công chiếm Thiên Thủy, nước Tần rời đô đến đó. Tiết Nhân Cảo tuy dũng mãnh song thường quá tàn bạo với những người bị bắt, vì thế Tiết Cử thường cảnh báo nhi tử: "Con trí lược tung hoành, làm giúp gia sự cho ta, song lại nghiêm ngặt và tàn ác, vô ơn với người, rốt cuộc sẽ làm nghiêng đổ tông xã của ta." Tuy nhiên, theo mô tả trong sử sách thì bản thân Tiết Cử cũng tàn bạo, thường giết hại các binh sĩ bị bắt, cũng như thường cắt lưỡi và mũi của họ, và do đó không có được nhiều người ủng hộ như kỳ vọng.
Khi Tiết Cử phái Tiết Nhân Việt suất quân nam chinh để đoạt lấy đất Thục, Tiết Nhân Việt đã bị Tiêu Vũ (蕭瑀)- thái thú của quận Hà Trì (河池, nay thuộc Bảo Kê, Thiểm Tây)- chặn lại và không thể tiếp tục tiến quân. Tiết Cử cũng phái bộ tướng Thường Trọng Hưng (常仲興) suất quân tiến đánh Lý Quỹ ở bờ tây Hoàng Hà (tây bộ Cam Túc ngày nay). Tuy nhiên, bộ tướng của Lý Quỹ là Lý Uân (李贇) đã đánh bại Thường Trọng Ung, bắt được toàn bộ đội quân Tần này, song sau đó Lý Quỹ đã phóng thích các tù binh này về cho Tiết Cử.
Khoảng tết năm 618, Tiết Cử phái Tiết Nhân Cảo suất quân tiến công quận Phù Phong (扶風, nay cũng thuộc Bảo Kê), song quân Tần đã bị quân nổi dậy của Lý Hoằng Chi (李弘芝) và Đường Bật (唐弼) ngăn cản. Tiết Cử phái sứ giả đến thuyết phục Đường Bật quy hàng, Đường Bật đã giết chết Lý Hoằng Chi và sau đó hàng phục Tần. Tuy nhiên, sau đó Tiết Nhân Cảo đã tấn công Đường Bật và đoạt lấy binh sĩ của Đường Bật. Quân Tần tiếp tục tiến về Phù Phong, dự tính sẽ tiếp tục công chiếm kinh thành Trường An của Tùy (đang do tướng Lý Uyên kiểm soát). Lý Uyên phái nhi tử là Lý Thế Dân suất quân tiến công Tiết Nhân Cảo, Tiết Nhân Cảo đại bại. Do lo sợ, Tiết Cử đã nói với quần thần: "Từ cổ đến nay, có chuyện Thiên tử hàng không?". Ngụy Hoàng môn thị lang Chử Lượng đã nêu ra các trường hợp Triệu Đà, Lưu Thiện và Tiêu Tông. Tuy nhiên, vệ úy khanh Hác Viện (nay phụng sự Tiết Cử) nhanh chóng tiến lên nói:
Hoàng đế đã sai khi hỏi vậy, lời của Trữ Lượng lại càng sai lầm! Xưa Hán Cao Tổ thường trải qua chuyện thua trận, Thục Tiên Chủ còn để mất thê tử. Lợi hại khi giao chiến chẳng lẽ đến nay mới có sao? Mới một trận không thắng mà sao đã mưu tính đến chuyện vong quốc thế này!"
Tiết Cử nhận thấy sai lầm khi hỏi vậy nên đã hậu thưởng Hác Viện và cho Hác Viện làm mưu chủ. Sau đó, khi Lý Uyên phái các bộ tướng là Khương Mô (姜謨), Đậu Quỹ (竇軌), và Lưu Thế Nhượng (劉世讓) suất quân tiến công Tiết Cử, họ đã bị Tiết Cử đánh bại, Lưu Thế Nhượng bị bắt giữ. Sau đó, theo đề xuất của Hác Viện, Tiết Cử liên kết tay ba với Đông Đột Quyết và Lương Đế Lương Sư Đô (một thủ lĩnh nổi dậy khác), mục đích là để công chiếm Trường An. Tuy nhiên, bộ tướng của Lý Uyên là Trương Trường Tốn sau đó đã cảnh báo tướng Đột Quyết là A Sử Na Đốt Bật, A Sử Na Đốt Bật vì thế đã lựa chọn thất hứa và không trợ giúp cho cả Tần và Lương.
Vào mùa hè năm 618, Tiết Cử suất quân tiến công Kính Châu (nay gần tương ứng với Bình Lương, Cam Túc) của Đường, Đường Cao Tổ Lý Uyên đã phái Lý Thế Dân đi kháng cự Tiết Cử. Lý Thế Dân bố trí phòng thủ và từ chối giao chiến với Tiết Cử để khiến quân của Tiết Cử mệt mỏi, song Lý Thế Dân lúc này lại mắc bệnh nên đã để cho Lưu Văn Tĩnh và Ân Khai Sơn thống soái tướng sĩ, dặn họ không giao chiến với Tiết Cử. Tuy nhiên, hai người này đã không xem trọng Tiết Cử, và Tiết Cử đã cho phục kích quân Đường tại Thiển Thủy nguyên (淺水原, nay thuộc Hàm Dương, Thiểm Tây), quân Đường thua trận và có đến 50%-60% binh sĩ thương vong. Lý Thế Dân đã buộc phải triệt thoái về Trường An, Lưu Văn Tĩnh và Ân Khai Sơn bị bãi chức. Hác Viện đã đề xuất Tiết Cử nên tiến công Trường An ngay lập tức, Tiết Cử đồng ý song ngay sau đó lại lâm bệnh và qua đời. Tiết Nhân Cảo kế vị cha làm hoàng đế, truy thụy cho cha là Vũ, song đã đầu hàng Lý Thế Dân ba tháng sau đó, thậm chí trước cả khi làm lễ an táng Tiết Cử.